# Mats Östman
Mats Olof Östman (* 4. Oktober 1946 in Örnsköldsvik) ist ein ehemaliger schwedischer Skispringer.

## Werdegang
Östman, der für den IF Friska Viljor startete, gab sein internationales Debüt bei der Vierschanzentournee 1964/65. Diese beendete er auf Rang 47 der Gesamtwertung. Die gleiche Platzierung errang er auch im Folgejahr bei der Vierschanzentournee 1965/66. Bestes Einzelergebnis war ein 46. Rang auf der Bergiselschanze in Innsbruck. Für die folgende Nordische Skiweltmeisterschaften 1966 in Oslo bekam er keinen Startplatz.
Bei der Vierschanzentournee 1966/67 gelang Östman in Oberstdorf auf der Schattenbergschanze mit Rang 44 zwar das beste Tournee-Einzelergebnis, die Tournee beendete er jedoch nur auf Rang 49 der Gesamtwertung. Bei seiner letzten Tournee 1967/68 startete er noch einmal auf der Großen Olympiaschanze in Garmisch-Partenkirchen, kam aber über Rang 57 dort und Rang 92 der Gesamtwertung nicht hinaus.
Trotz dieses Misserfolgs bekam er einen Startplatz im schwedischen Team bei den Olympischen Winterspielen 1968 in Grenoble. Von der Normalschanze belegte er nach schwachen 67,5 und 64 Metern den 49. Platz. Von der Großschanze erreichte Östman mit 83 und 79,5 Metern den 52. Platz.
Im Verlauf seiner Karriere gewann Östmann vier Schwedische Meistertitel mit der Mannschaft.

## Erfolge

### Vierschanzentournee-Platzierungen
| Saison  | Platz | Punkte |
| ------- | ----- | ------ |
| 1964/65 | 47.   | 615,4  |
| 1965/66 | 47.   | 632,5  |
| 1966/67 | 49.   | 665,5  |
| 1967/68 | 92.   | 181,2  |